# Jenny de Vasson
Jenny de Vasson, née Jenny Marie Nannecy Girard de Vasson le 20 août 1872 à La Châtre (Indre) et morte le 15 février 1920 à Fougerolles à l'abbaye de Varennes (Indre), est une photographe française.
Elle est l'une des premières femmes, dans l'histoire de la photographie française, dont on possède un ensemble d'images aussi important (près de 5 000 images).

## Biographie

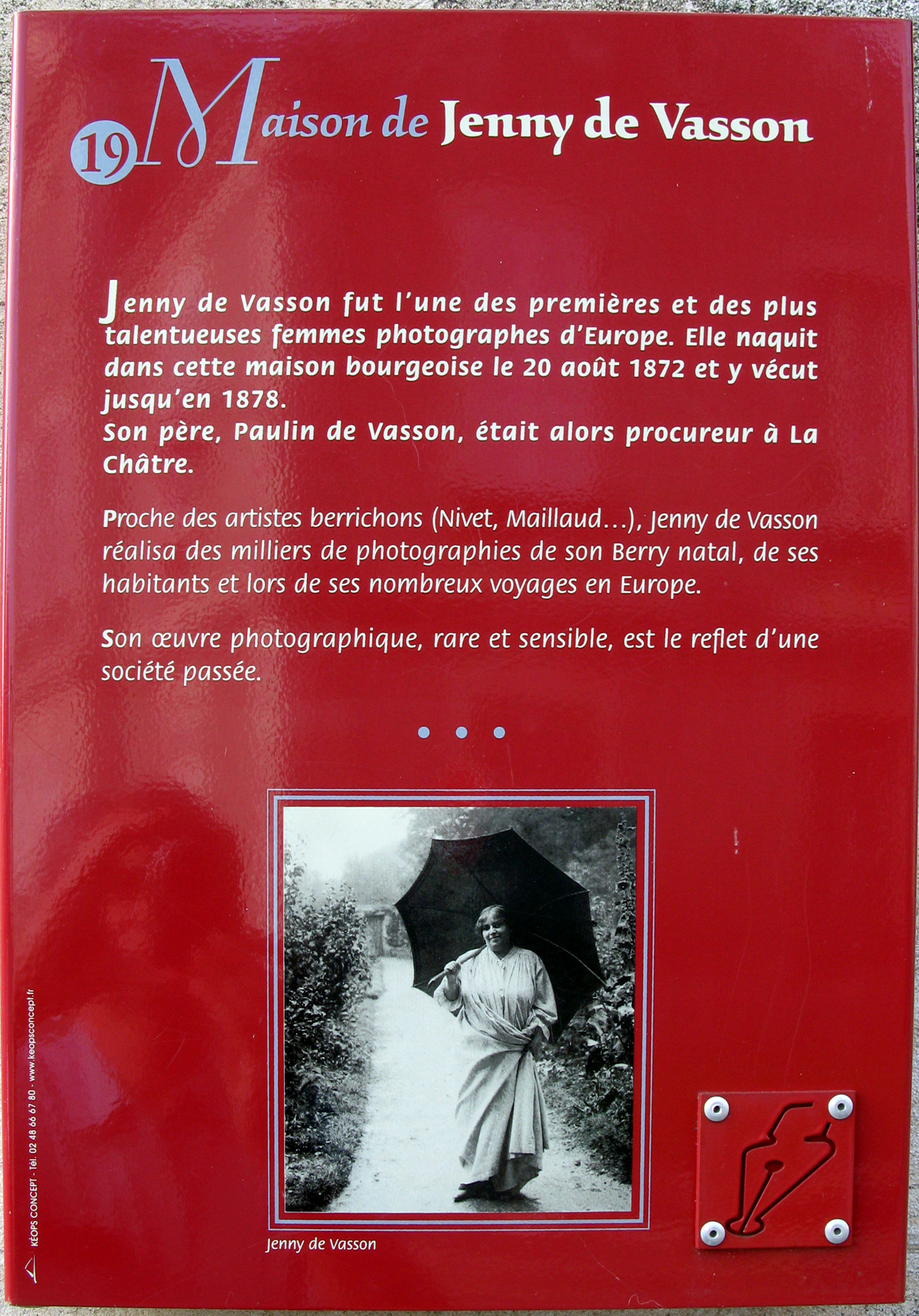
Panneau informatif apposé sur le mur de sa maison natale à La Châtre.

La famille Girard de Vasson est une famille bourgeoise originaire du Berry. Louis Girard de Vasson (1716-1792), chevalier de Saint-Louis, est propriétaire du domaine de Vasson à Jeu-les-Bois, dans l'actuel département de l'Indre.
Fille de magistrat, Jenny de Vasson commence à photographier en 1899. Elle voyage beaucoup, en France et en Europe, rapportant de nombreux clichés de ses voyages.
Pendant la Première Guerre mondiale, retirée en Berry avec sa famille, elle photographie le monde rural qui l'entoure et réalise une série de portraits de soldats en permission en visite dans leur famille.
La photographie est pour elle une passion, pas un métier. Elle photographie pour son plaisir et celui de son entourage, pour garder des souvenirs, et non dans une démarche artistique consciente.
Ses photographies ont échappé une première fois à la destruction à la veille de sa mort, puisqu'elle avait demandé que fussent détruits tous ses écrits, ses dessins, et tout ce qui pouvait être lié à une activité artistique, qu'elle jugeait sans intérêt. Mais elle avait omis d'inclure ses photographies dans cet autodafé, car celles-ci n'étaient à ses yeux que des souvenirs, ne relevant pas d'une démarche artistique. Une grande partie de ses photographies, conservées dans l'hôtel particulier de ses parents à Versailles, ont été détruites par les Allemands lors du pillage de celui-ci pendant la Seconde Guerre mondiale. Les photographies qui nous sont parvenues, soit environ 5 000 plaques de verre, quelques albums et quelques tirages, étaient rangées dans un placard, dans la maison familiale, l'ancienne abbaye de Varennes à Fougerolles et ont été redécouvertes au début des années 1980 par le photographe Jean-Marc Zaorski, qui a fait connaître cette œuvre, notamment grâce au livre Jenny de Vasson, une femme photographe au début du siècle, publié en 1982 aux Éditions Herscher.
Elle meurt d'une angine de poitrine le 15 février 1920 à l'abbaye de Varennes, à Fougerolles.

## Collections publiques
- Le musée d'Orsay à Paris conserve une dizaine de tirages photographiques originaux de Jenny de Vasson[4].

## Hommages
- Une place de La Châtre, la ville natale de Jenny de Vasson, porte son nom.
- L'Abbaye de Varennes où a vécu et est morte Jenny de Vasson a reçu le label Maisons des Illustres.

## Expositions

### Expositions personnelles
- 1982 : Galerie Lafond, Châteauroux ;
- 1982 : A.R.P.A., Bordeaux ;
- 1982 : A.R.L.E.R.I., Nice ;
- 1982 : La Tour, Neuvy-Saint-Sépulchre
- 1989 : Château de Nohant (Maison de George Sand), Indre
- 1991 : Bibliothèque Méjanes, Aix-en-Provence ;
- 1997 : Château d'Ars, Montchevrier, Indre
- 1998 : Hôtel du département du Puy-de Dôme, Clermont-Ferrand
- 1999 : Saint-Benoît-du-Sault, Indre
- 2001 : Château d'Ars, Montchevrier, Indre
- 2001 : Galerie Amarica, Paris
- 2010 : Château d'Argy, Argy, Indre
- 2019 : Musée Bertrand[5], Châteauroux.
- 2020 : Jenny de Vasson - Une photographe à Versailles en 1900[6], Bibliothèque centrale - Galerie des Affaires étrangères, Versailles
- 2021-2022 : Jenny de Vasson, pionnière de la photographie[7], exposition en extérieur, La Châtre, Indre

### Expositions collectives
- 1996-1997 : A history of women photographers, exposition réalisée par l'Akron Art Museum (Ohio, États-Unis) et présentée successivement à la New York Public Library, au National Museum of Women in the Arts de Washington DC, au Santa Barbara Museum of Art et à l'Akron Art Museum
- 2016 : Qui a peur des femmes photographes ? 1839-1945, Musée de l'Orangerie, Musée d'Orsay, Paris

## Réception critique
« Ces photographies admirables de ruraux du début du siècle évoquent une espèce de paysannerie éternelle, comme certaines figures de Le Nain ou de Breughel. Ces jeunes femmes en robes blanches marchant dans l'herbe ou traversant la cour d'un vieux château sont les sœurs des Jeunes filles en fleurs, leurs contemporaines. » — Marguerite Yourcenar, lettre à Gilles Wolkowitsch, 1986.
Lettre de Marguerite Yourcenar à Hélène Abraham en date du 5 janvier 1966, à propos de son livre Une Figure de femme, Jenny de Vasson.

## Galerie de photos

Œuvres de Jenny de Vasson
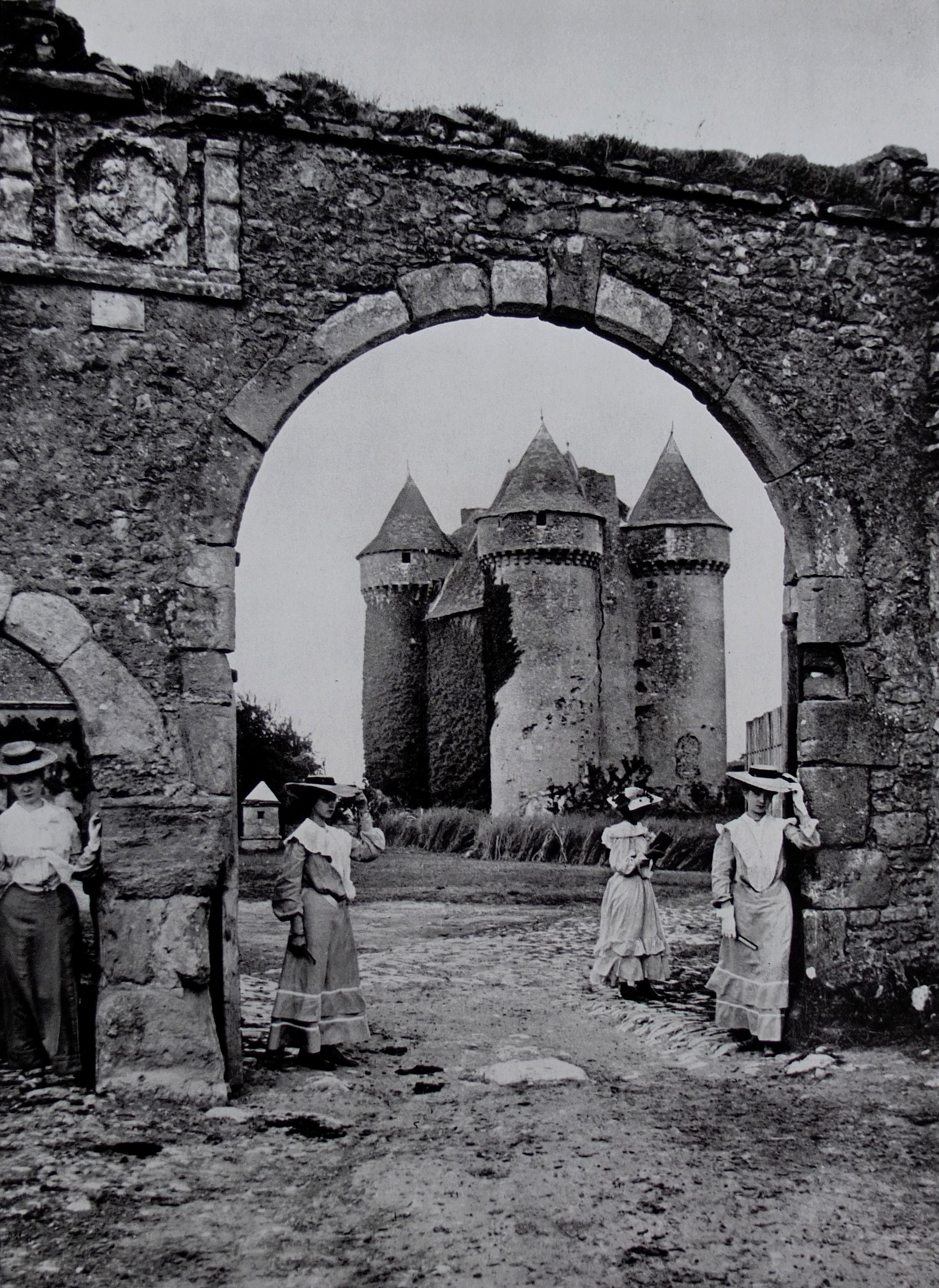
Château de Sarzay (1904).
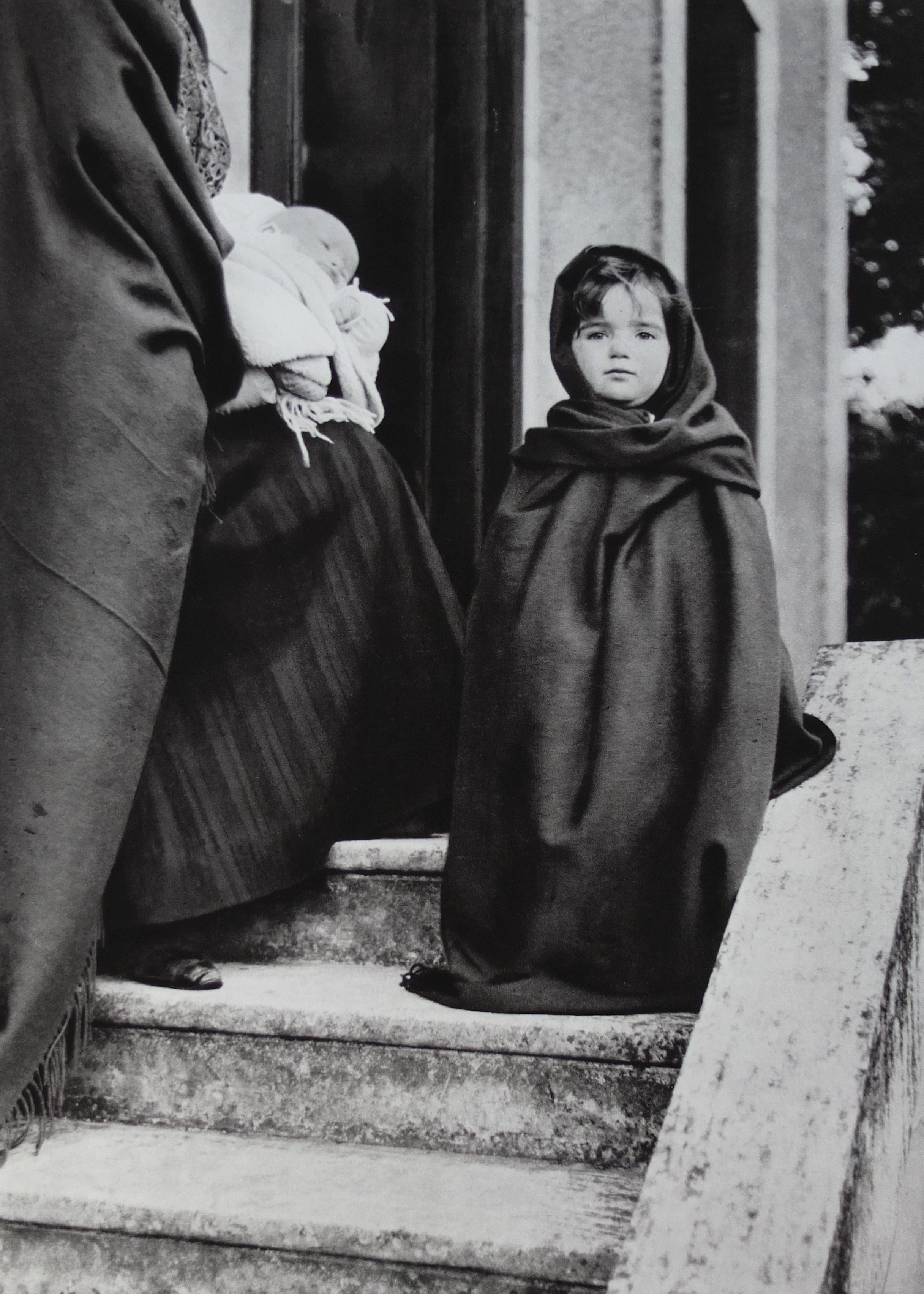
Marianne, fille de Jean-Richard Bloch, La Mérigotte, 1911
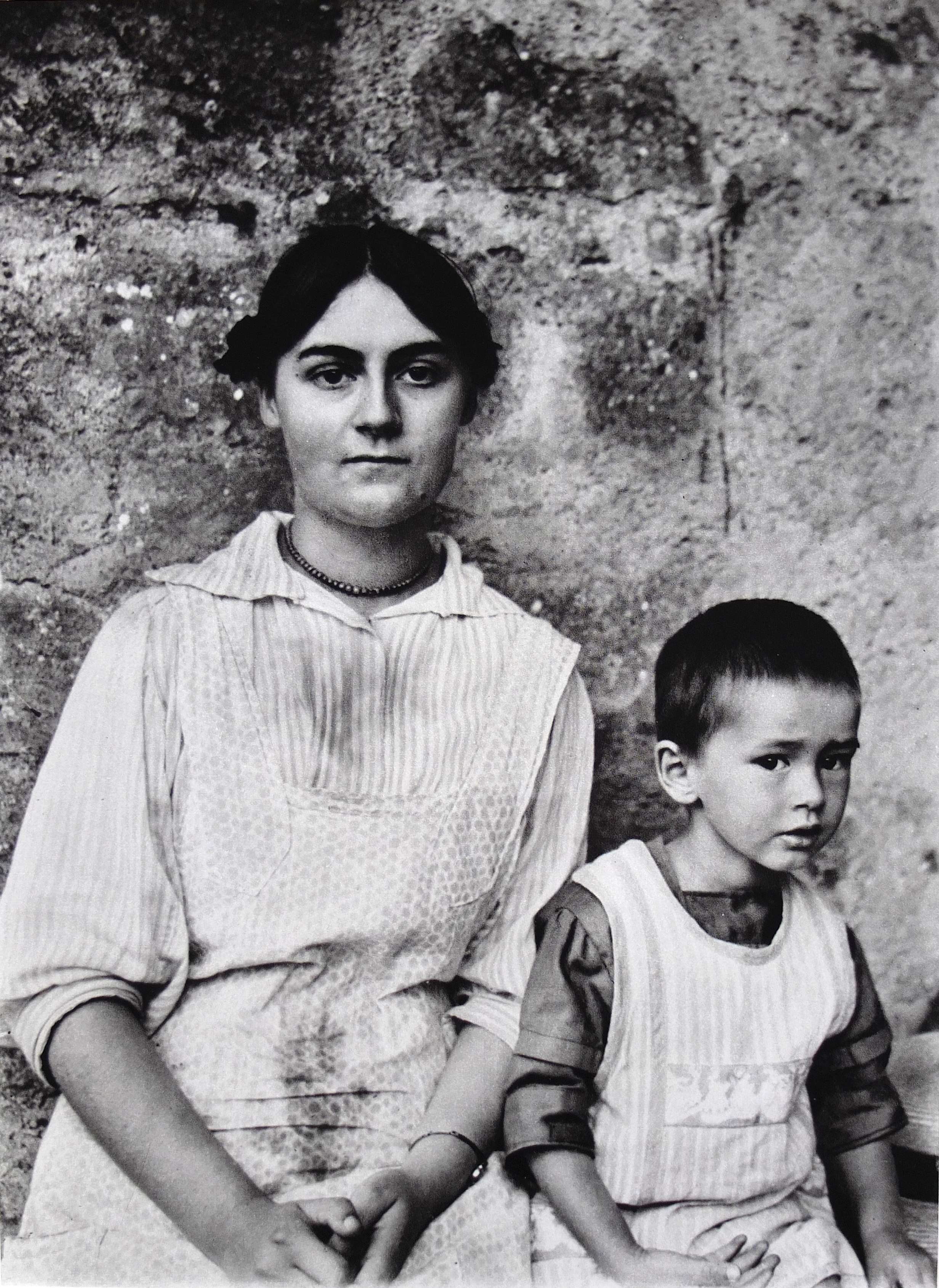
Varennes, Aline Merlin et son fils Bernard (vers 1905).
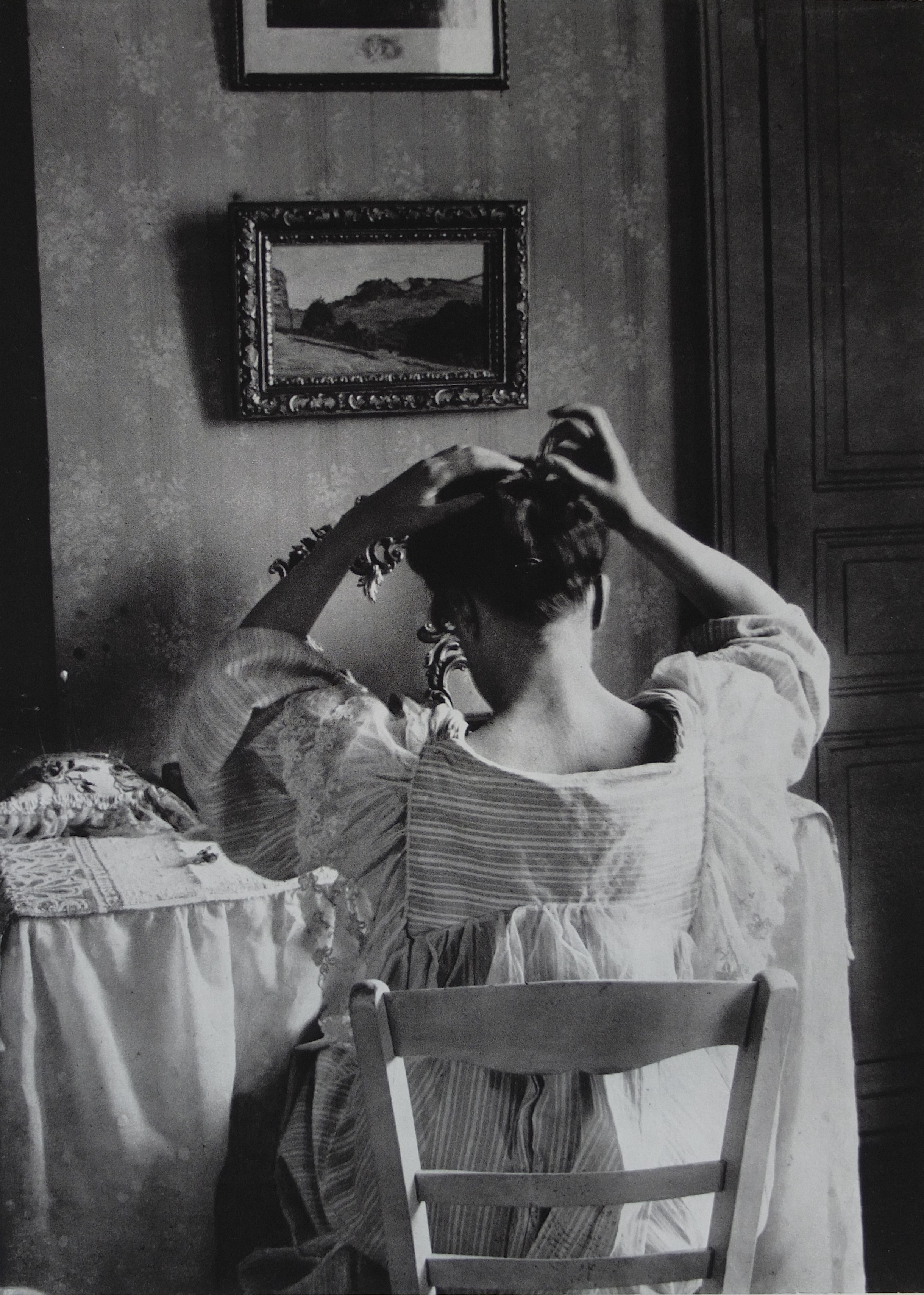
Varennes (vers 1910).
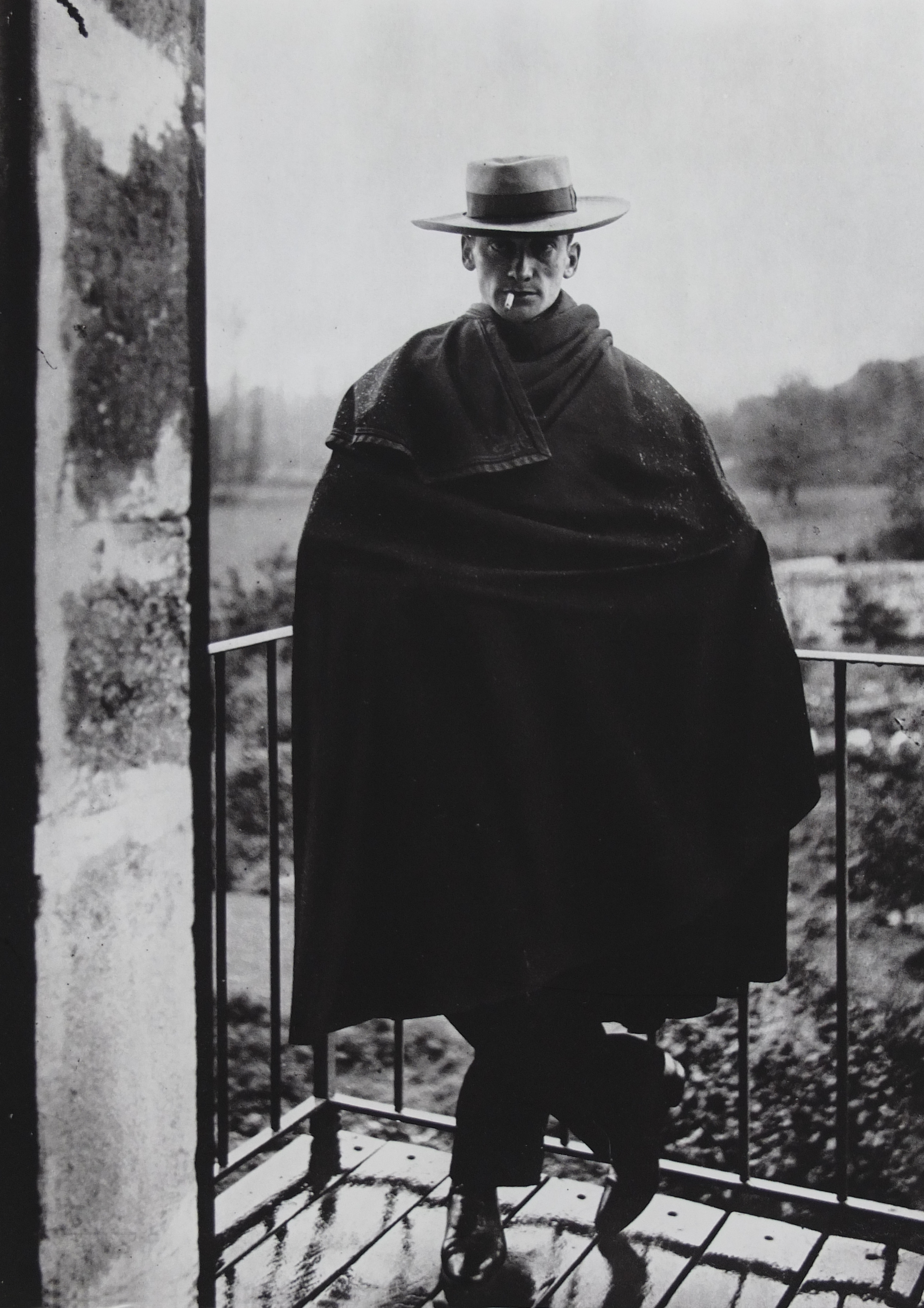
Portrait du peintre Bernard Naudin (vers 1910).
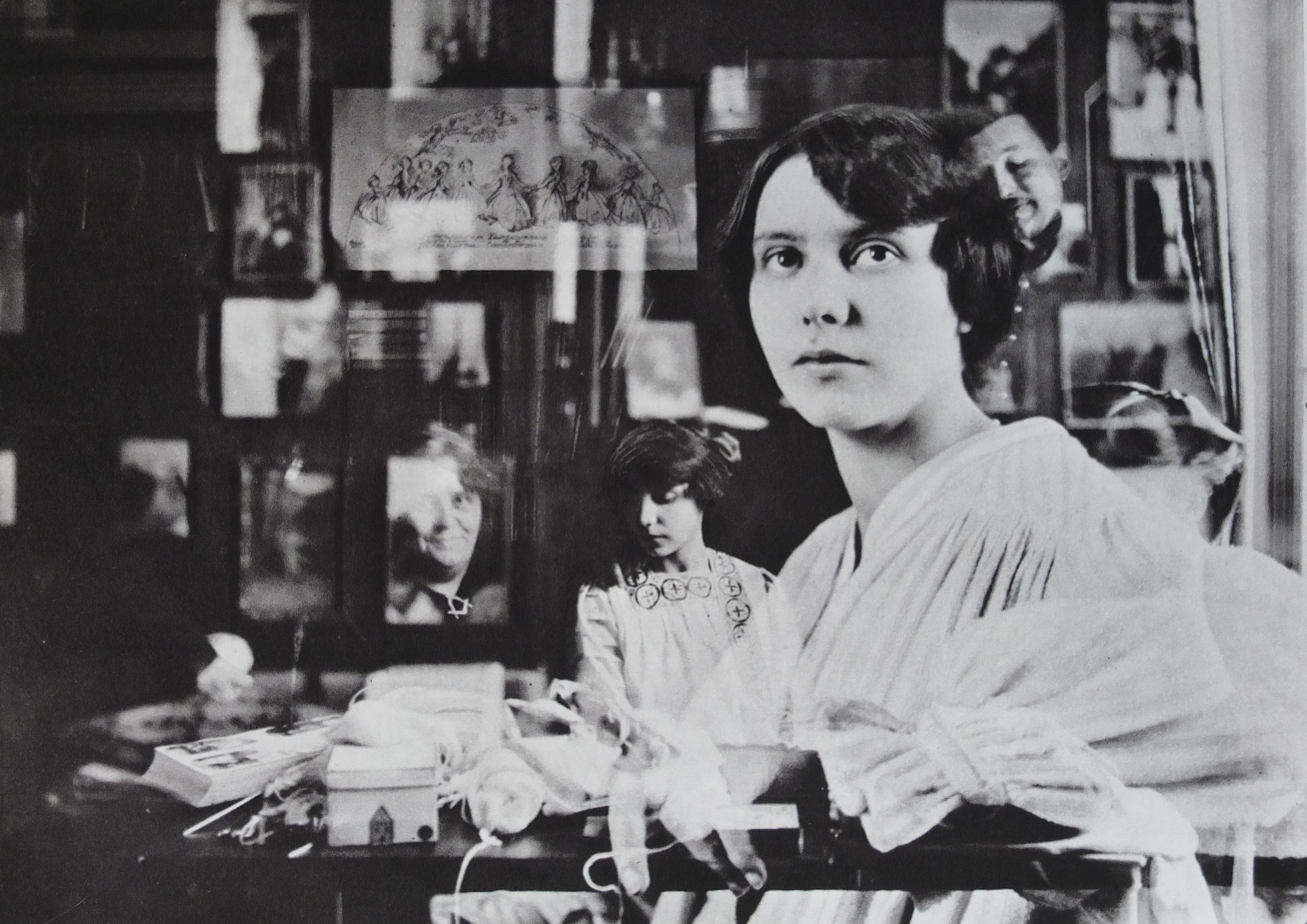
Varennes (vers 1910). Superposition de plusieurs négatifs, la photographe apparaît en arrière plan à gauche.
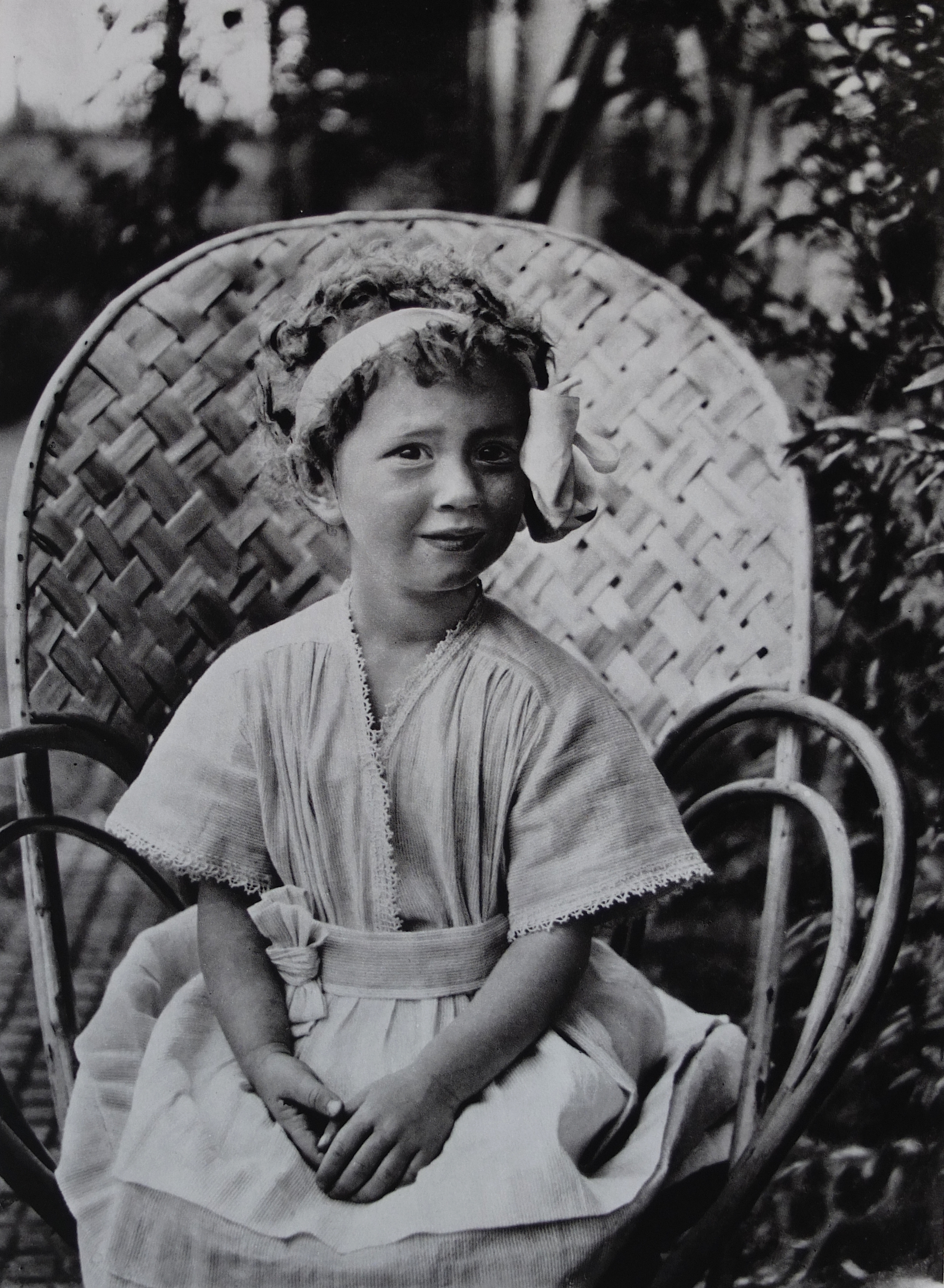
Varennes (vers 1910).